# Cementerio Magnolia
El Cementerio Magnolia (en inglés: Magnolia Cemetery) es un espacio de 10 acres (40.000 m²) que funciona como cementerio en Baton Rouge, una localidad de Luisiana en Estados Unidos.
El cementerio está situado en el 422 Norte de la calle 19 y está bordeado al norte por la calle principal y en el sur por el Bulevar Florida. Los lados este y oeste están bordeados por la calle 19 y la calle 22 , respectivamente. El terreno para el cementerio fue adquirido de John Christian Buhler , Jr , en agosto de 1852. El cementerio fue el escenario de intensos combates durante la Batalla de Baton Rouge el 5 de agosto de 1862. Una ceremonia conmemorativa se celebra en el cementerio cada agosto. Fue entregado a la ciudad de Baton Rouge en 1947 y ahora es administrado por la Comisión de Parques y Recreación de la Parroquia de East Baton Rouge ( BREC ). El cementerio ha sido designado un sitio histórico nacional .